# Madame Du Titre

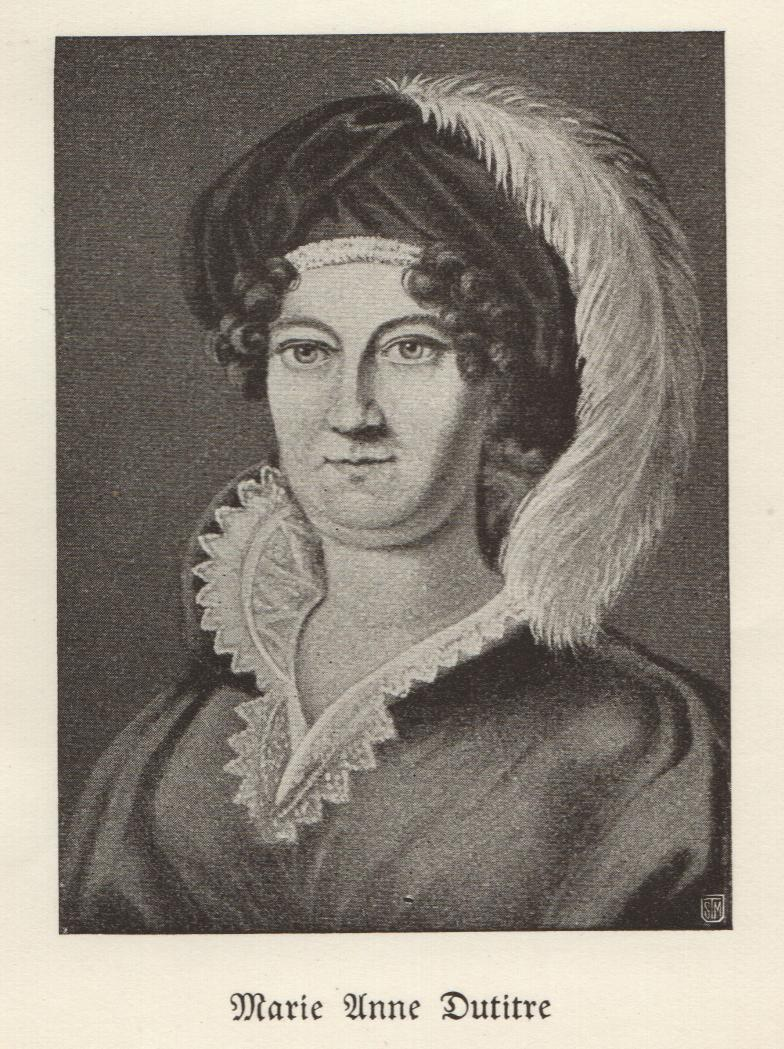
Madame Du Titre, etwa 1800

Madame Du Titre auch Marie Anne Dutitre oder Marie Anne Du Titre (* 27. Januar 1748 in Berlin als Marie Anne George; † 22. Juli 1827 ebenda) gehörte der französischen Kolonie in Berlin an. Wegen ihres besonderen Mutterwitzes, ihrer Unbefangenheit bei deutlichem Mangel an formaler Bildung und wegen ihres urwüchsigen Dialektes ging sie als Berliner Original in die Stadtgeschichte ein.

## Biographisches
Marie Anne war das neunte von zehn Kindern des wohlhabenden Brauereibesitzers Benjamin George (1712–1771) und seiner Frau Sara, geb. Robert (1707–1801). Die aus Metz stammende Familie George besaß Ländereien in der Nähe der Weidendammer Brücke. Die heutige Georgenstraße am Bahnhof Friedrichstraße nahe der Spree wurde 1798 nach dem Vetter Benjamin George (1739–1823) benannt.
Am 25. März 1781 heiratete Marie Anne George den geschäftlich überaus erfolgreichen Baumwoll-, Seiden- und Kattunhändler Etienne Du Titre (1734–1817), der 14 Jahre älter als sie war und einer der reichsten Männer Berlins. Er besaß nicht nur die mit 108 Webstühlen größte Baumwollmanufaktur der Stadt, sondern auch eine Fabrik mit 70 Arbeitern, in der die Stoffe bedruckt wurden. Sein jüngerer Bruder Benjamin Du Titre war seit 1782 mit Christine Enke verheiratet, einer Schwester der königlichen Maitresse Wilhelmine von Lichtenau. Eine mehrfach überlieferte Anekdote beschreibt den eigentlichen Heiratsantrag: Du Titre machte Visite im Hause des künftigen Schwiegervaters und traf dessen Tochter in der Küche an, wo sie Petersilie für das Mittagessen hackte – es sollte Grünfisch geben; „Mamsellken, möchten Sie denn auch einst in meiner Küche grüne Petersilie hacken?“ fragte der Bräutigam und bekam das erhoffte Jawort.
Die Du Titres (in anderer, weniger gebräuchlicher Schreibweise Dutitre oder du Titre) gehörten zu den wahrhaft reichen Bürgern der Stadt. In ihrem Haus Poststraße 26 in der Nähe der Nikolaikirche pflegten sie einen aufwändigen Lebensstil. Die Sommermonate konnten sie in einem Haus in Charlottenburg, Berliner Straße 54, verbringen. Madame Du Titre war stets elegant gekleidet, sehr damit beschäftigt, ihre gesellschaftlichen Verbindungen aufrechtzuerhalten und hervorragend informiert über Neuigkeiten in der Stadt. Das Ehepaar hatte einen Sohn, der im Alter von drei Jahren starb, und zwei Töchter, Sara Augustine und Marie Louise. Beide erhielten eine vorzügliche Erziehung – ein Bruder des Dichters Adelbert von Chamisso war zeitweilig als Erzieher in der Familie tätig. Sara heiratete 1805 den Kaufmann und Seidenproduzenten Beyrich, Marie 1808 den Bankier Wilhelm Christian Benecke. Ihm gehörte außer einem Haus am Pariser Platz auch das schlesische Gut Gröditzberg; 1829 wurde er als Baron Benecke von Gröditzberg in den preußischen Adelsstand erhoben.

Grabkreuz

Marie Anne Du Titre starb am 22. Juli 1827, zehn Jahre nach ihrem Mann; das Kirchenbuch gibt als Zeitpunkt ihres Todes 9 Uhr 45 an und als Todesursache Wassersucht. Sie wurde auf dem Kirchhof vor dem Oranienburger Tor begraben, dem heutigen Französischen Friedhof in der Chausseestraße 127, der 1780 für die Berliner Hugenotten angelegt worden war. Auf ihrem Grab wurde um 1830 ein gusseisernes Kreuz aus der Königlichen Eisengießerei aufgestellt. Ihr Grab war bis zum Jahr 2015 als Ehrengrab des Landes Berlin gewidmet.

## Die Anekdoten

### Allgemeines
Madame Du Titre gehörte zu einer Generation schon weitgehend assimilierter Hugenotten. Sie sprach zwar auch noch fließend Französisch, benutzte aber im alltäglichen Sprachgebrauch ausdrücklich den Berliner Dialekt in einer Ausprägung, die als urwüchsig und unverfälscht empfunden wurde. Das wurde in Berichten über ihre Äußerungen immer wieder erwähnt oder zitiert und trug sicher zu ihrer lokalen Berühmtheit bei, vermutlich auch deswegen, weil es in den Kreisen, in denen sie verkehrte, nicht üblich war. E. T. A. Hoffmann soll sie als einzige Berlinerin bezeichnet haben, „die das Berlinische mit Grazie“ sprechen konnte.
Über das Verhältnis der Madame Du Titre zu ihren eigenen Äußerungen gibt es widersprüchliche Aussagen von Zeitgenossen. Eine Frau von Hohenhausen schrieb, ihr Name sei gewissermaßen zum Synonym geworden für komische Geschichten aller Art, die häufig willkürlich mit ihr in Verbindung gebracht wurden. Sie sei aber keineswegs eine lächerliche Person gewesen, sondern allgemein beliebt und geachtet, und habe die ihr zugeschriebenen Scherze meist bewusst gemacht, um ihre Bekannten zu belustigen. Nach anderer Quelle hat sie zwar „immer komisch erzählt“, nahm es aber übel, wenn man über sie lachte, besonders dann, wenn junge Mädchen dies taten.
Die wiederholt weitererzählten Geschichten müssen als mehr oder weniger authentisch betrachtet werden, je nach Quellenlage. Manches klingt überzeugend, ist aber nur dürftig oder gar nicht belegt. Anderes ist mehrfach überliefert, jedoch in stark voneinander abweichenden Fassungen. Als Beispiel dafür folgt hier die wohl berühmteste Anekdote, von drei verschiedenen Autoren geschildert. Einige weitere ausgewählte Geschichten werden verkürzt nacherzählt.

### Begegnung mit Goethe
Willibald Alexis berichtet in „Drei Blätter aus meinen Erinnerungen“ von 1839, allerdings ohne den Namen von Madame Du Titre zu nennen: „In jene Zeit (gemeint ist das Jahr 1819) gehört auch die berühmte Anekdote von der ältlichen Berlinerin, die in stummer Bewunderung seine (Goethes) Bekanntschaft suchte, und die Goethen selbst so ungemeines Vergnügen gemacht. Sie ist, soviel mir bekannt, noch nicht gedruckt. Der Heros trat auf sie unerwartet zu und fragte, napoleonisch rasch, wohl in der Absicht, sie zu verwirren: Kennen Sie mich? Und die Dame entgegnete mit ehrfürchtigem Knix: Großer Mann! Wer sollte Ihnen nicht kennen: Fest gemauert in der Erde steht die Form aus Lehm gebrannt!“
Freiherr von Czettritz-Neuhauß hörte als Teilnehmer eines Abendessens beim Großherzog von Weimar, wie Goethe selbst die Geschichte erzählte und schreibt darüber (in Biedermann, „Goethes Gespräche“, Leipzig 1900): „Eine reiche Bürgersfrau aus Berlin, enthusiastische Verehrerin Goethes, entschloss sich, die damals lange Reise bei schlechten Wegen nach Weimar zu unternehmen, um den großen Mann wie Dichter von Angesicht zu sehen. Glücklich an Ort und Stelle angekommen, lässt sie sich bei Goethe melden und bittet um Audienz, die ihr abgeschlagen wird. Trostlos und voller Schmerz läuft sie zu dem Geheimrat von Müller, intimem Freund Goethes – wie sie dessen Bekannte gewesen, berührte Goethe in seinem Vortrage nicht – und bittet um dessen Vermittlung, der er sich unterzieht, und diesen endlich dahinbringt, ihm zu sagen: Laß Deine Klientin wissen, dass ich sie morgen früh 11 Uhr empfangen will. Spät abends erhält die Supplikantin [= Bittstellerin] diese sie beglückende Nachricht, welche ihr eine schlaflose Nacht macht, sowie sie mit frühem Morgen sich schon in höchsten Glanz wirft und ihr der Zeiger der Stadtuhr eine säumige Schnecke dünkt. Endlich zeigt er ¾ auf 11, und sie eilt nach der Wohnung des großen Mannes, wo sie von einem Diener empfangen und in den Empfangssalon eingeführt wird. Im höchsten Grade aufgeregt, durchmisst die gute Frau den Saal auf und ab, bis endlich der Ersehnte erscheint, sie auf ihn zustürzt, sich auf die Knie wirft und pathetisch deklamiert: Fest gemauert in der Erde Steht das Haus aus Ton gebrannt! Worauf Goethe ihr sagt: Es freut mich, dass Sie meinen Freund Schiller ehren! – und fortgeht.“
Die dritte Variante stammt von G. Parthey („Ein verfehlter und ein gelungener Besuch bei Goethe 1819 und 1827“, Berlin 1862). „…Ein Besuch der berühmten Frau Dutitre bei Goethe, fuhr Paul fort, erregte vor einiger Zeit in Berlin große Heiterkeit, besonders wenn sie ihn selbst in ihrer naiven Weise erzählte: Ich hatte mir vorgenommen, sagte sie, Goethe doch och mal zu besuchen, und wie ick mal durch Weimar fuhr, ging ick nach seinen Garten und gab dem Gärtner eenen harten Daler, dass er mir in eene Laube verstecken und einen Wink jeben sollte, wenn Goethe käme. Und wie er nun die Allee runter kam, und der Gärtner mir gewunken hatte, da trat ich raus und sagte: Angebeteter Mann! Da stand er stille, legte die Hände auf den Rücken, sah mir groß an und fragte: Kennen Sie mir? Ich sagte: Großer Mann, wer sollte Ihnen nicht kennen! Und fing an zu deklamieren: Fest gemauert in der Erden Steht die Form aus Gyps gebrannt! Darauf machte er einen Bückling, drehte sich um und ging weiter. So hatte ick denn meinen Willen gehabt und den großen Goethe gesehen.“
Nach Hans Ostwald (Der Urberliner in Witz, Humor und Anekdote, Berlin o. J.) soll Madame Dutitre, als man sie später über ihren Irrtum aufklärte, geantwortet haben: „Ach wat, det macht ja nischt, Schiller und Joethe sind ja janz ejal.“

### Weitere Anekdoten
Seit der Mitte des 19. Jahrhunderts erschienen Anekdoten über Madame Du Titre in mehreren Veröffentlichungen, sie müssen in Berlin über lange Zeit auch mündlich weitergegeben worden sein. Manche dieser Erzählungen betrafen ihr Verhältnis zu König Friedrich Wilhelm III., dem sie stets respektvoll, aber nicht im Geringsten unterwürfig begegnete, der umgekehrt auch sie respektierte und sich gerne mit ihr unterhielt. Eines Tages erkundigte er sich nach ihrer Tochter Marie und ihrem Schwiegersohn, dem Baron von Gröditzberg, die sich gerade in Italien aufhielten. Die Antwort der stolzen Mutter: „Alle Dienstag und Freitag bei Papstens in Rom zum Thee – und die Päpstin so freundlich zu meine Dochter wie Majestätken zu mir.“ Nach dem Tod der Königin Luise drückte sie ihm ihr Mitgefühl aus: „Ja, Majestätken, et is schlimm for Ihnen. Wer nimmt ooch jern een Witwer mit sieben Kinderkens.“
Mehrere Anekdoten geben Äußerungen bei Theater- oder Konzertbesuchen wieder.
Die Schauspielerin Karoline Bauer berichtet in ihren Lebenserinnerungen, Madame sei „fast jeden Abend im originellsten Putz in ihrer Theaterloge“ erschienen und ihre „drastischen, laut geflüsterten Zwischenreden erregten nicht selten die allgemeine Heiterkeit im Publikum und auf der Bühne“. Als in einem Stück über Martin Luther von der Bannbulle gesprochen wurde, die Luther verbrennen wollte, bemerkte sie zu ihrem Nachbarn: „Na, ick lach mir’n Ast, wenn die Pulle platzt.“ Bei einer Aufführung von Macbeth schritt die Hauptdarstellerin im Nachtgewand über die Bühne und achtete nicht auf die tropfende Kerze in ihrer Hand; in der gespannten Stille war Madame Du Titre zu vernehmen: „Aber Macbethchen, Macbethchen, Se drippen ja!“ –
Nach dem Besuch des Konzerts eines großen Virtuosen soll sie auf die Frage, wie es ihr gefallen habe, geantwortet haben: „Ick hab mir sehr amüsiert; wenn bloß die eklige Musik nich jewesen wäre.“
Die Gesellschaftsdamen der Madame wurden nur unter der Bedingung eingestellt, dass sie ihrer Arbeitgeberin nie widersprachen. Als die eines Tages erzählte, wie sie den ganzen Vormittag von Besuch zu Besuch „jelofen und jelofen“ sei, korrigierte die Angestellte vorsichtig: man sage aber doch besser „gegangen“ statt „jelofen“. Madame Du Titre daraufhin: „Wat, gegangen, gegangen? Mamsellken, ick bin jelofen, jelofen und ick habe den reichen Du Titre gekriegt – und Sie sind gegangen und gegangen und haben noch keinen nich gekriegt. Also is jelofen besser wie gegangen, merken Sie sich das!“
Bei einer Fahrt im offenen Wagen trug Madame du Titre einen mit drei Marabufedern verzierten Hut. Der Wind riss eine Feder los. Madame du Titre sah die herumfliegende Feder und fragte ihre Gesellschaftsdame: "Mamsellken, war det nicht eine Taube?" Sie widersprach nicht. Auch bei der zweiten Feder bestätigte sie die Vermutung, es handle sich um ein Stück Papier. Erst die dritte Feder erkannte Madame als solche: "Herr Jees, Mamsellken, war det nich en Marampuff?" Die Gesellschaftsdame darauf: "Jawohl, Madame du Titre, es war der letzte!"
Von eher unfreiwilliger Komik hingegen ist offensichtlich das folgende Missgeschick: Madame du Titre musste sich beim Spazierengehen vor einem wildgewordenen Rind in Sicherheit bringen und suchte in einem eleganten Laden Zuflucht mit dem Ausruf: „Oh jemine – hier kommt ne dolle Kuh!“
Hausarzt der Familie Du Titre war der populäre und fachlich hoch angesehene Mediziner Ernst Ludwig Heim, der eine vielbesuchte Praxis in der Nähe des Gendarmenmarktes hatte. Madame Du Titre ersparte ihm oft die Mühe des Treppensteigens beim Hausbesuch, indem sie ihm schon aus dem Fenster die Zunge weit entgegenstreckte, zum Beweis ihrer guten Gesundheit und mit den Worten: „Doktorken, mir fehlt nischt!“ Als Etienne Du Titre todkrank war, musste Heim sie zuletzt drängen, das Sterbezimmer noch einmal zu betreten. Schließlich ging sie bis zur Tür, öffnete diese ein wenig und rief ihrem Mann zu: „Jott Vater, wat soll denn das! Du weest doch, ick kann keene Dodten nich sehen!“
Madame du Titre besuchte den Markt. Neben ihr hatte eine gut gekleidete Dame die verschiedensten Aale in der Hand, mäkelte über die Größe der Aale. Madame du Titre tat das Verkaufspersonal leid und sie äußerte zu der eleganten Dame gewandt: „Madamekin, Madamekin, Aalekins sind keene Nillekins, die können Se noch so oft in der Hand nehmen, die wachsen nich“.
Felix Philippi schreibt in seinen "Jugenderinnerungen eines alten Berliners", die Dutitre hätte unter ihren letzten Willen "noch die schönen Worte gesetzt: „Wenn ick mir denke, wer von meine Verwandten all det scheene Jeld erbt, möchte ick am liebsten jar nich sterben!“  [sic] ".

## Nachspiel
Der Berliner Lokal-Anzeiger eröffnete 1897 eine Serie über Berliner Originale mit einer Würdigung der Madame Du Titre. Der Autor äußerte darin den Wunsch, jemand werde den Stoff auf die Bühne bringen. Ein Schriftsteller namens Ludwig Makowski schrieb daraufhin „Madame Dutitre – Lustspiel in einem Aufzuge“, in Reclams Universalbibliothek als Nr. 3849 gedruckt. Das Stück enthält einen kleinen Teil der bekannt gewordenen Geschichten und wurde 1898 im Neuen Königlichen Opernhaus zu Berlin uraufgeführt.
Die Nachkommen der Madame Du Titre waren über die Zeitungsserie und das Theaterstück wenig erfreut. Eine Enkelin hat einige Richtigstellungen und interessante Einzelheiten aus dem Leben ihrer Großmutter zu Papier gebracht und in der National-Zeitung veröffentlicht.